# Slovenska znanstvena fundacija
Slovénska znánstvena fundácija (SZF) je slovenska nacionalna ustanova za pospeševanje in javno predstavitev znanosti. Leta 1994 so jo ustanovile najpomembnejše slovenske raziskovalne, izobraževalne, gospodarske, denarne in medijske organizacije ter Vlada Republike Slovenije.
Trenutni direktor SZF je Edvard Kobal, ki je direktorsko mesto zasedel ob ustanovitvi fundacije.

## Podeljevanje nagrad
Slovenska znanstvena fundacija vsako leto podeljuje nagrado Prometej znanosti  ter častni naziv Komunikator-ica znanosti. 

### Prometej znanosti za odličnost v komuniciranju
Priznanja »prometej znanosti za odličnost v komuniciranju« podeljuje od leta 2003 dalje, za raziskovalce, umetnike, učitelje in novinarje, ki se odlikujejo v komuniciranju znanosti z različnimi javnostmi, še zlasti s splošno javnostjo.
Priznanja se podeljujejo posameznikom, ki promovirajo znanost skozi različne medije, na različne načine in različnim populacijam, kot so: organizacija dogodkov in prireditev, objavljenih poljudnoznanstvenih sestavkov v revijah in časopisih, spletnega komuniciranja znanosti, uredniških aktivnosti, samostojnih poljudnoznanstvenih ali strokovnih publikacij, avtorstvo poljudnoznanstvenih filmov in razstav, ki so zanimive za širši krog ljudi.

### Komunikator (komunikatorica) znanosti
Slovenska znanstvena fundacija podeljuje častni naslov »Komunikator (komunikatorica) znanosti za leto…« od leta 2013 dalje. Prejme ga posameznik, ki se je v posameznem ltur odlikoval v komuniciranju znanosti z določeno javnostjo (splošna, strokovna, politična …). 

## V medijih
Mojca Vizjak Pavšič: Pogovor z dr. Edvardom Kobalom : Naložbeni "nukleus" bo shodil po vrvi : od 250 razvojno-raziskovalnih oddelkov jih je ostalo le 60. Manager. Januar 2000.
Mojca Vizjak Pavšič: Petnajst let sodelovanja. Dr. Edvard Kobal: Pogovor o poslanstvu Svetovne federacije znanstvenikov s sedežem v Ženevi. Delo, 12. januar 2017. http://www.delo.si/znanje/znanost/kaj-sloveniji-prinadsa-15-let-sodelovanja-s-svetovnim-laboratorijem-ki-deluje-v-okviru-svetovne-federacije-znanstvenikov.html